# Regeringen Jonathan Motzfeldt VI
Regeringen Jonathan Motzfeldt VI var Grønlands regering fra 19. september 1997 til marts 1999. Regeringen var en flertalsregering med 7 landsstyremedlemmer heraf 5 medlemmer fra Siumut og 2 medlemmer fra Atassut.

## Regeringsdannelse
Halvanden år efter hans anden regering var dannet meddelte Lars Emil Johansen i august 1997 at han ville trække sig fra sine politiske hverv for at blive vicekoncernchef i Royal Greenland. Siumut valgte herefter enstemmigt Jonathan Motzfeldt som partiets kandidat til overtage landsstyreformandsposten. Motzfeldt blev valgt til Landsstyreformand da Landstinget startede sin efterårssamling 19. september 1997. Samtidig overtog Mikael Petersen posten som Landsstyremedlem for Sociale Anliggender og Arbejdsmarked fra Benedikte Thorsteinsson og nogle af ansvarsområderne for de øvrige landsstyremedlemmer blev flyttet rundt.

## Regeringen
Landsstyret bestod af disse medlemmer:
| Ressortområde                                                 | Minister | Minister                 | Tiltrådt posten    | Forlod posten | Parti   |
| ------------------------------------------------------------- | -------- | ------------------------ | ------------------ | ------------- | ------- |
| Landsstyreformand                                             |          | Jonathan Motzfeldt       | 19. september 1997 | marts 1999    | Siumut  |
| Landsstyremedlem for Økonomiske Anliggender og Boliger        |          | Daniel Skifte            | 19. september 1997 | marts 1999    | Atassut |
| Landsstyremedlem for Turisme, Trafik, Handel og Kommunikation |          | Peter Grønvold Samuelsen | 19. september 1997 | marts 1999    | Siumut  |
| Landsstyremedlem for Fiskeri, Fangst, Erhverv og Landbrug     |          | Pâviâraq Heilmann        | 19. september 1997 | marts 1999    | Siumut  |
| Landsstyremedlem for Sundhed, Miljø og Forskning              |          | Marianne Jensen          | 19. september 1997 | marts 1999    | Siumut  |
| Landsstyremedlem for Kultur, Uddannelse og Kirke              |          | Konrad Steenholdt        | 19. september 1997 | marts 1999    | Atassut |
| Landsstyremedlem for Sociale Anliggender og Arbejdsmarked     |          | Mikael Petersen          | 19. september 1997 | marts 1999    | Siumut  |